# هری تانیامور
هری تانیامور (انگلیسی: Harry Tañamor؛ زادهٔ ۲۰ اوت ۱۹۷۷) بوکسور اهل فیلیپین بود.